# Cooperativa Agrícola El Progreso
La Cooperativa Agrícola El Progreso es una cooperativa española que se encuentra en el municipio de Villarrubia de los Ojos (Ciudad Real). Surgió como sindicato agrícola el año 1917, con cuarenta socios y un capital social de 35 500 pesetas. Se considera la cooperativa más antigua de Castilla-La Mancha y la segunda más grande de Europa. Su actividad más importante es la elaboración de vino y otros productos derivados de la uva, con una producción anual aproximada de setenta millones de kilos. Igualmente produce aceite de oliva.
Su número de socios se acerca a los dos mil.
El año 1967, se produjo la fusión de las tres cooperativas agrícolas que en aquel momento existían en Villarrubia de los Ojos: La Labradora, La Manchega y El Progreso.
Actualmente, se embotellan y comercializan varias marcas y variedades de vino y derivados de gran calidad así como aceite de oliva virgen extra. Cuenta con un establecimiento de venta directa en las instalaciones de la cooperativa y otro en el centro de Madrid, en la chamberilera calle de Santa Engracia 42.

## Enlaces de interés
- Página de la Cooperativa El Progreso